# Agrochola pulvis
Agrochola pulvis är en fjärilsart som beskrevs av Achille Guenée 1852. Agrochola pulvis ingår i släktet Agrochola och familjen nattflyn. Inga underarter finns listade i Catalogue of Life.